# ديفيد جاكوبي
ديفيد جاكوبي هو سياسي أمريكي، ولد في 1956 في سيدار رابيدز في الولايات المتحدة. نشط حزبياً في Iowa Democratic Party ‏ والحزب الديمقراطي. وقد انتخب عضو مجلس نواب ولاية آيوا ‏.

## وصلات خارجية
- الموقع الرسمي